# Official Monster Raving Loony Party
Die Official Monster Raving Loony Party (kurz OMRLP – deutsch etwa „Offizielle Partei der rasenden verrückten Ungeheuer“) ist eine britische Partei, die seit ihrer Gründung 1983 an Unterhauswahlen teilnimmt. Obwohl sie absichtlich mit bizarr wirkenden Programmen an die Öffentlichkeit trat, wurden doch mittlerweile einige ihrer frühen Forderungen umgesetzt, etwa Pässe für Haustiere, die Abschaffung der Sperrstunde in Pubs oder Senkung des Wahlalters auf 18 Jahre.
Die Partei wurde 1983 von Screaming Lord Sutch gegründet. Dieser war bereits seit den 1960ern mit der „National Teenage Party“ politisch aktiv. Seit Sutchs Tod 1999 ist Alan „Howlin’ Laud“ Hope Parteivorsitzender, bis 2002 gemeinsam mit seiner Katze Cat Mandu.

## Geschichte
Sutch war seit den frühen 1960er Jahren immer wieder bei verschiedenen Wahlen und Nachwahlen angetreten. Erstmals trat er 1963 mit seiner National Teenage Party in Erscheinung, beteiligte sich aber auch an anderen ähnlichen Wahlbündnissen. Die Partei unterhielt offizielle Kontakte mit der vergleichbaren kanadischen Parti Rhinocéros („Rhinozerospartei“), die ebenfalls mit humorvoll-absurden Forderungen und Wahlversprechen zu Wahlkämpfen antrat. Prominentes Mitglied der Partei ist Tarquin Fin-tim-lin-bin-whin-bim-lim-bus-stop-F’tang-F’tang-Olé-Biscuitbarrel, der bereits 1981 im Wahlkreis Crosby in der englischen Grafschaft Merseyside antrat. Fin-tim-lin-bin-whin-bim-lim-bus-stop-F’tang-F’tang-Olé-Biscuitbarrel, dessen Name von einem Sketch der britischen Komikergruppe Monty Python inspiriert war, hatte die Cambridge University Raving Loony Society gegründet, die in der OMRLP aufging und deren Namenswahl beeinflusste.
Die Official Monster Raving Loony Party errang einige Erfolge auf kommunaler Ebene. In manchen Gegenden bildete sie die erste ernsthafte Opposition zu den dort seit Jahrzehnten dominierenden Parteien. Lord Sutch war bis zu seinem Selbstmord der dienstälteste, aber auch erfolgloseste britische Parteivorsitzende.
Die Popularität der Partei begründet sich darin, dass es im House of Commons nur Wahlkreisabgeordnete gibt und nach Ausscheiden oder Tod eines der Abgeordneten Nachwahlen abgehalten werden. Diese Nachwahlen werden dann landesweit übertragen, und alle Kandidaten werden auf dem Podest mit dem Wahlleiter gezeigt, der die Ergebnisse laut vorliest. Dabei werden nur die Namen der Abgeordneten verlesen, die Parteizugehörigkeit wird dann von einem Off-Sprecher gelesen. Dabei ergeben sich teilweise bizarre Szenen, zumal die Kandidaten der OMRLP meist grotesk kostümiert auftreten.
Bei den Unterhauswahlen 2010 trat der DJ des Piratensenders Radio Sutch, Colin Dale, für die Partei an. Er erzielte in seinem Wahlkreis 856 Stimmen (1,8 %).

## Forderungen
Das Wahlprogramm der OMRLP greift in satirischer Weise reale Themen auf. Bei den Unterhauswahlen 2005 forderte sie:
- Abschaffung der Einkommensteuer, da diese während der Napoleonischen Kriege nur temporär eingeführt, aber nie wieder aufgehoben wurde.[6] Diese Forderung ist seit 1983 Teil des Programms.
- Zuschüttung der britischen Seite des Eurotunnels[6]
- Einführung einer 99-Pence-Münze, „um das lästige Problem des Wechselgeldes zu lösen“.[6]
- Die Weigerung, der Eurozone beizutreten; dafür soll der Rest Europas eingeladen werden, das Britische Pfund als Währung zu akzeptieren.
- Fahrer dürfen in Kreisverkehren geradeaus fahren, wenn es keinen anderen Verkehr gibt, da dann „das Fahren durch Milton Keynes sicherer wäre“.
- Verkehrspolizisten, die „zu dumm“ für normale Polizeiarbeit sind, sollen zu Geistlichen umgeschult werden.
- Parlamentsabgeordnete sollen auf ihre Kostenpauschale in Höhe von £118.000 verzichten. Diese wird dann an die Armen und Bedürftigen verteilt, „damit diese es stattdessen verschwenden können“.
- Jeder Parlamentarier, in dessen Wahlkreis ein Sportgelände einer Schule verkauft wird, soll stattdessen seinen eigenen Garten zur Verfügung stellen, damit die Kinder dort Sportunterricht haben können.
- Alle Autobahnen sollen zu Express-Radwegen umgebaut werden.
- Die Verkehrsbeobachtung mit Blitzlichtgeräten wird abgeschafft. Stattdessen werden Geräte angeschafft, die Autos automatisch auf die Geschwindigkeitsbegrenzung abbremsen, sobald sie das Gerät passieren.

## Wahlergebnisse
| Jahr | Wahl                                        | Stimmen | Stimmenanteil | Sitze |
| ---- | ------------------------------------------- | ------- | ------------- | ----- |
| 1983 | Unterhauswahl 1983                          | 3.105   | 0,0 %         | 0/650 |
| 1987 | Unterhauswahl 1987                          | 1.951   | 0,0 %         | 0/650 |
| 1989 | Europawahl 1989                             | 4.263   | 0,0 %         | 0/81  |
| 1992 | Unterhauswahl 1992                          | 7.929   | 0,1 %         | 0/651 |
| 1994 | Europawahl 1994                             | 7.798   | 0,1 %         | 0/87  |
| 1997 | Unterhauswahl 1997                          | 7.906   | 0,0 %         | 0/659 |
| 2001 | Unterhauswahl 2001                          | 6.655   | 0,0 %         | 0/659 |
| 2005 | Unterhauswahl 2005                          | 6.311   | 0,0 %         | 0/646 |
| 2010 | Unterhauswahl 2010                          | 7.510   | 0,0 %         | 0/650 |
| 2011 | Wahl zur Nationalversammlung für Wales 2011 | 1.237   | 0,1 %         | 0/60  |
| 2015 | Unterhauswahl 2015                          | 3.898   | 0,0 %         | 0/650 |
| 2016 | Wahl zur Nationalversammlung für Wales 2016 | 5.743   | 0,6 %         | 0/60  |
| 2017 | Unterhauswahl 2017                          | 3.890   | 0,0 %         | 0/650 |
| 2019 | Unterhauswahl 2019                          | 9.739   | 0,0 %         | 0/650 |
| 2024 | Unterhauswahl 2024                          | 5.814   | 0,0 %         | 0/650 |